# Governo das Ilhas Baleares
O Governo das Ilhas Baleares (oficialmente Govern de les Illes Balears ou Govern Balear até 1999) é a entidade que exerce o poder executivo na comunidade autônoma espanhola das Ilhas Baleares. Foi criado em 25 de fevereiro de 1983 e depois modificado em 1999. A iniciativa de reforma do Estatuto de Autonomia corresponde, entre outros, ao governo da comunidade.
A atual presidente é a popular Marga Prohens, que assumiu o cargo pela primeira vez a 7 de julho de 2023.

## Composição
O governo das Ilhas Baleares é formado pelo presidente da comunidade autónoma e seus conselheiros.
O presidente da Comunidade Autónoma é eleito pelo Parlamento das Ilhas Baleares, de entre os seus deputados, por um período de quatro anos. É a máxima representação institucional da comunidade autónoma e é responsável perante o Parlamento Balear pela sua ação de governo, ao qual deve prestar contas, nas sessões de controle.
Os conselheiros são eleitos e nomeados pelo Presidente. Cada conselheiro é responsável da área de governo que o Presidente lhe atribui. O exercício dos cargos pelos conselheiros cessa ou por decisão do Presidente ou quando este cessa as suas funções.
1. ↑  «Marga Prohens vows to be a Balearic president for all the people». Majorca Daily Bulletin (em inglês). 8 de julho de 2023. Consultado em 22 de agosto de 2023